# Моносеєво
Моносе́єво (рос. Моносеево) — присілок у складі Щолковського міського округу Московської області, Росія.

## Населення
Населення — 41 особа (2010; 31 у 2002).
Національний склад (станом на 2002 рік):
- росіяни — 100 %